# Delphine Software International
Delphine Software International was een Frans bedrijf dat computerspellen ontwikkelde. Ze werden bekend met titels als Another World en Flashback, die veel overeenkomsten hebben met de Prince of Persia-serie.

## Geschiedenis
Delphine Software International (DSI) werd opgericht in 1988 als onderdeel van de Delphine Group en was initieel gevestigd in de stad Parijs. Het bedrijf viel onder het bestuur van Paul de Senneville en hoofdontwerper Paul Cuisset.
In 1993 werd een bedrijfsonderdeel gestart, genaamd Adeline Software International. Het team dat hier werkte was voornamelijk afkomstig van Infogrames en bestond uit 21 medewerkers waarvan vijf de kern vormden. Na het uitbrengen van het spel Little Big Adventure 2 werd het stil binnen Adeline, en het team ging over naar Sega in 1997. Het merk Adeline werd in 2002 nieuw leven ingeblazen voor de ontwikkeling van het spel Moto Racer Advance.
Eind 2002 werd DSI afgestoten van de Delphine Group, en werd in februari 2003 verkocht aan Doki Denki.
Een faillissement betekende in juli 2004 het einde voor Delphine en Adeline.

## Spellen
- Castle Warrior (1989)
- Bio Challenge (1989)
- Future Wars (1989)
- Operation Stealth (1990)
- Another World (1991)
- Cruise for a Corpse (1991)
- Flashback (1992)
- 4 Get It (1992)
- Shaq Fu (1994)
- Fade to Black (1995)
- Moto Racer (1997)
- Moto Racer 2 (1998)
- Darkstone: Evil Reigns (1999)
- Moto Racer World Tour (2000)
- Moto Racer 3 (2001)
- Moto Racer Advance (2002)